# 神守宿

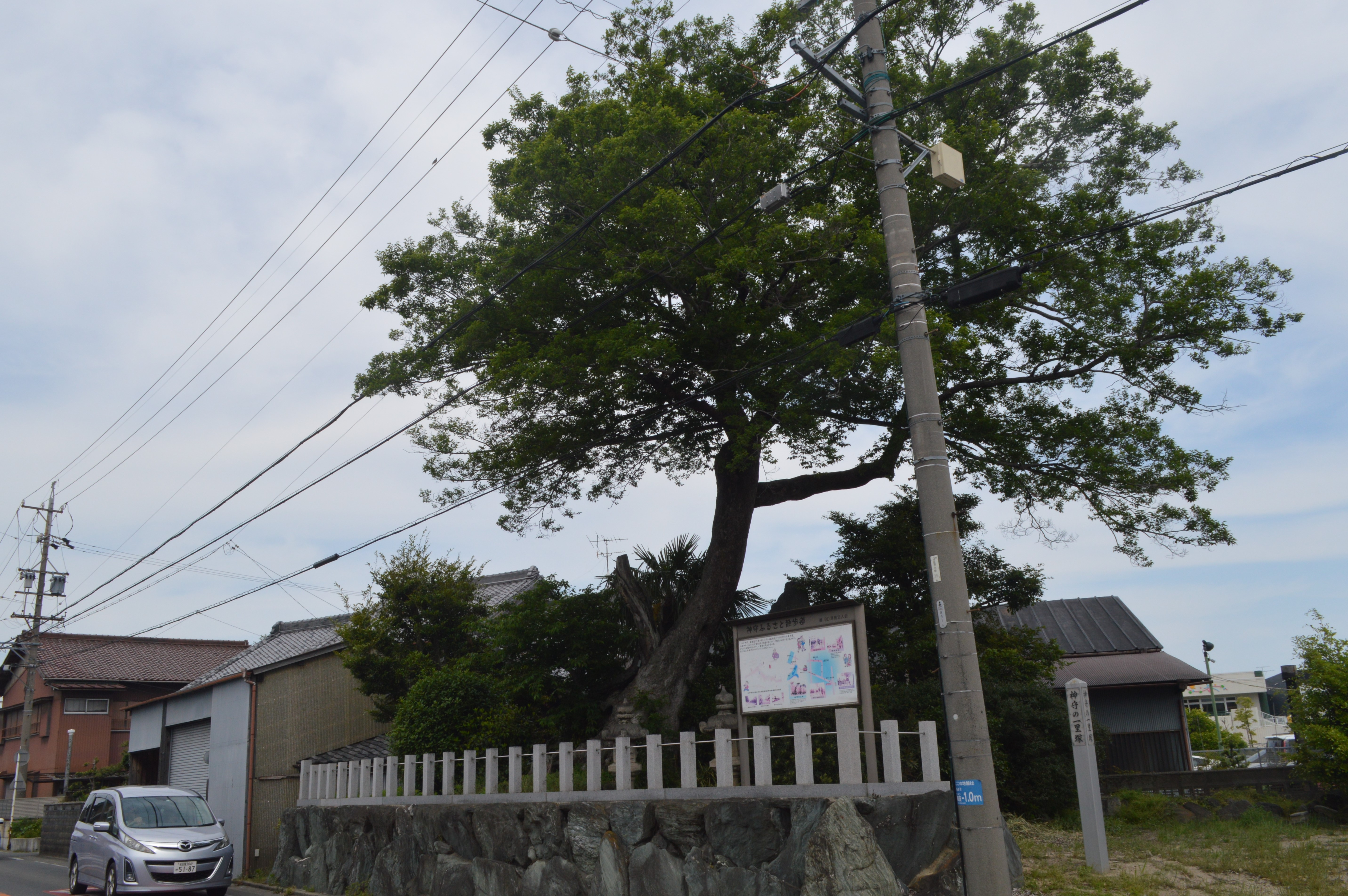
佐屋街道で唯一現存する神守一里塚

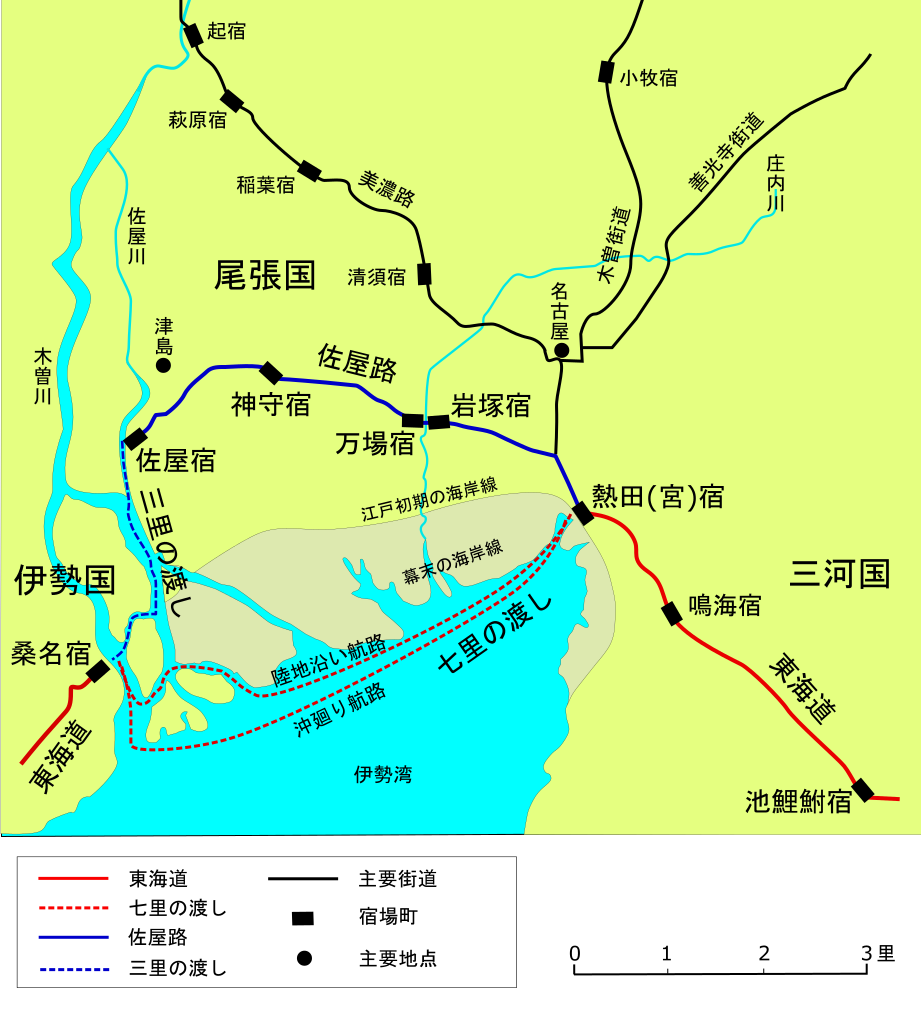
佐屋街道（佐屋路）と神守宿の位置

神守宿（かもりじゅく）は、佐屋街道の宿場である。現在の愛知県津島市神守町（旧・海部郡神守村）に存在した。

## 概要
佐屋街道は1634年（嘉永11年）に開設され、1666年（寛文6年）に東海道の脇往還として幕府に公認された。神守宿の開設は佐屋街道の宿場では最も新しい、1647年（正保4年）である。宿役は南神守村と北神守村の2村で担っていた。
天保年間の規模は、本陣：1軒、旅籠：12軒。脇本陣は設置されていなかった。

## 最寄り駅・最寄りバス停
- 名鉄津島線 青塚駅より徒歩で約30分。
- 名鉄バス：名古屋・津島線「東神守」バス停下車。

## 史跡・みどころ
- 本陣跡
- 一里塚（佐屋街道では唯一現存する一里塚）
- 神守代官所跡（1783年（天明3年）から1803年（享和3年）まで設置されていた尾張藩の代官所）
- 憶感神社（式内社）
- 穂歳神社

## 隣の宿
佐屋街道
万場宿 - 神守宿 - 佐屋宿